# Altmyhl
Altmyhl ist der kleinste Stadtteil von Hückelhoven (Kreis Heinsberg in Nordrhein-Westfalen).

## Geographie
Nachbarorte sind Orsbeck, Myhl, Gerderath, Luchtenberg, Golkrath, Ratheim-Krickelberg, Ratheim und Kleingladbach.

## Geschichte

### Ortsgeschichte
Die erste urkundliche Nennung (alder Mylen) stammt aus dem Jahre 1455.
Anlässlich der nordrhein-westfälischen Gemeindegebietsreform, die am 1. Januar 1972 in Kraft trat, wurde das Dorf aus der Gemeinde Myhl aus- und in die Stadt Hückelhoven eingegliedert.
Am 30. September 2014 hatte der Ort 272 Einwohner.

### Religion

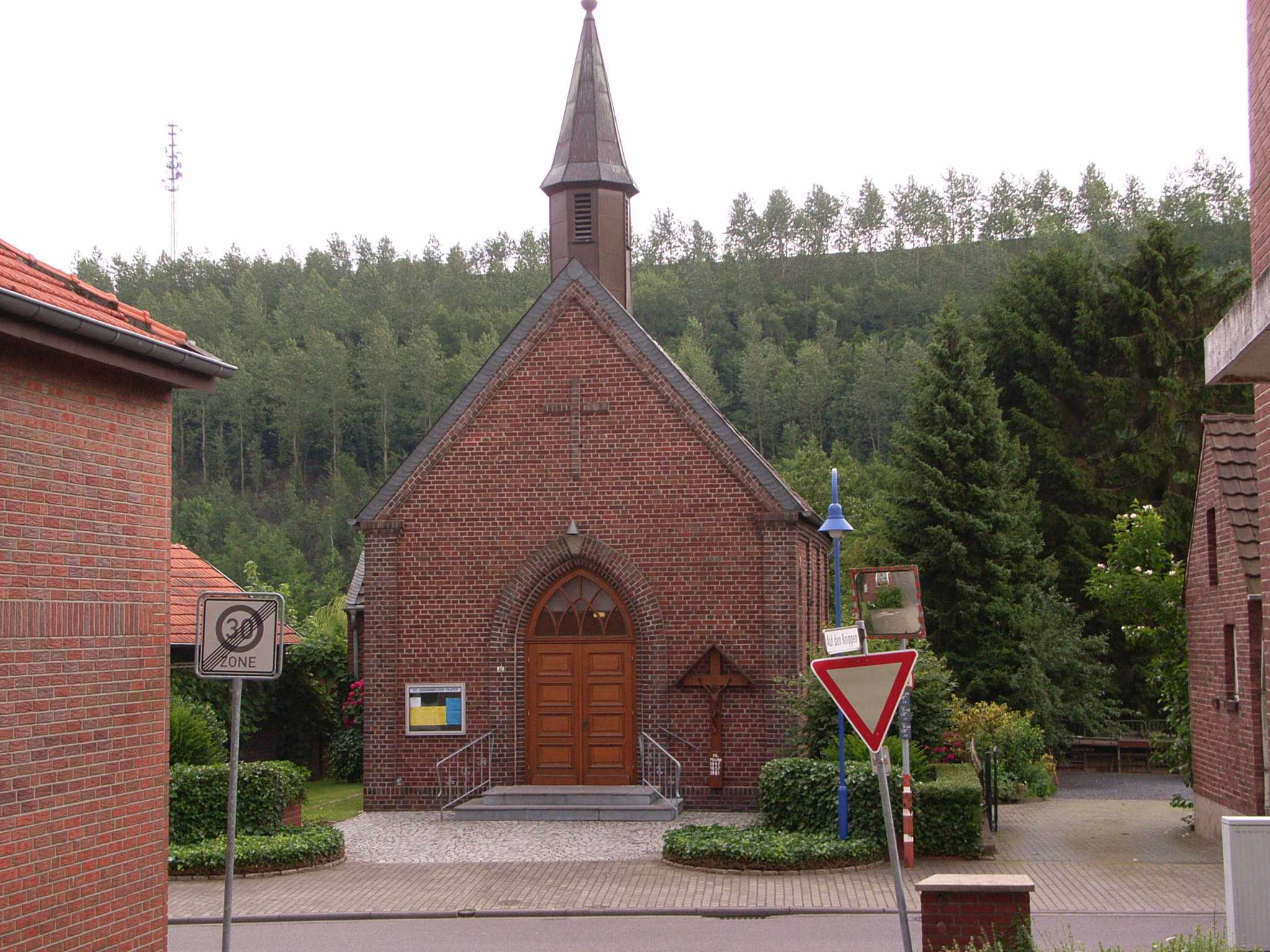
Kapelle St. Josef

Die Mitglieder des 1930 gegründeten Kapellenvereins Altmyhl e. V. haben in Eigenleistung die St. Josef-Kapelle errichtet, in der seit 1933 Messen gelesen werden.
Bis 1979 hat Altmyhl zur katholischen Pfarrgemeinde St. Johannes der Täufer Myhl gehört, dann wurden die Gemeindemitglieder in die Pfarrgemeinde St. Johannes der Täufer Ratheim aufgenommen.

## Baudenkmäler

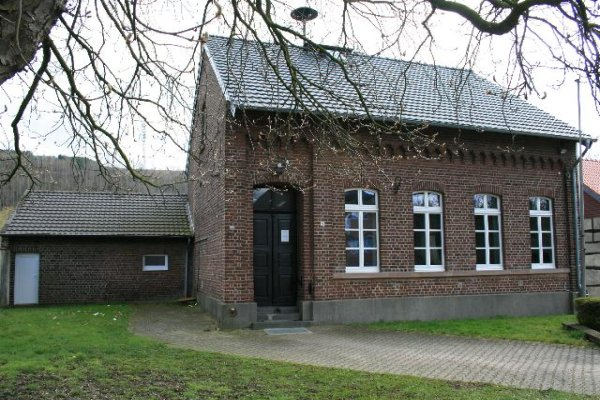
Volksschule

- Kapelle St. Josef
- Kapelle Am Lindchen
- Straßenkreuz Markt
- Dorfkreuz, Dorfstraße
- Volksschule

## Verkehr
Die AVV-Buslinie 407 der WestVerkehr verbindet Altmyhl wochentags mit Hückelhoven, Ratheim und Gerderath.
Zudem verkehrt der Multi-Bus seit dem 9. Juni 2024 kreisweit erweitert und zu einheitlichen Bedienzeiten. Mehr Informationen gibt es bei WestVerkehr.
| Linie | Verlauf |
| ----- | --- |
| 407   | (Myhl –) Gerderath – Altmyhl – Ratheim – Millich – Hückelhoven (– Hilfarth – Himmerich – Randerath Bf – (Hoven – Kraudorf –) Nirm – Kogenbroich – Müllendorf – Süggerath Mühlenkamp – Geilenkirchen Bf) |

## Vereine
- Kapellenverein Altmyhl e. V. von 1930